# القمة الإسلامية (2019)
مؤتمر القمة الإسلامي الرابع عشر (31 مايو ‌‌2019م)، عُقد في مكة المكرمة، بالمملكة العربية السعودية، برئاسة الملك سلمان بن عبد العزيز، تحت عنوان «يدا بيد نحو المستقبل».

## أبرز النتائج
- التأكيد على مركزية قضية فلسطين وقضية القدس الشريف بالنسبة للأمة الإسلامية، ودعم الشعب الفلسطيني لنيل حقوقه الوطنية المشروعة غير القابلة للتصرف، بما فيها حقه في تقرير المصير وإقامة الدولة الفلسطينية المستقلة ذات السيادة على حدود 1967 وعاصمتها القدس الشريف، والتأكيد على ضرورة حماية حق العودة للاجئين بموجب الـقرار 194 ومواجهة أي إنكار لهذه الحقوق بكل قوة.
- رفض وإدانة أي قرار غير قانوني وغير مسؤول يعترف بالقدس عاصمة مزعومة لإسرائيل، السلطة القائمة بالاحتلال، واعتباره لاغياً وباطلاً.
- رفض أي مقترح للتسوية السلمية، لا يتوافق ولا ينسجم مع الحقوق المشروعة غير القابلة للتصرف للشعب الفلسطيني.
- تبني ودعم رؤية الرئيس الفلسطيني، محمود عباس، التي أعلنها في خطابه أمام مجلس الأمن في 20 فبراير 2018 بدعوة الأطراف الدولية الفاعلة إلى الانخراط في رعاية مسار سياسي متعدد الأطراف بهدف إطلاق عملية سلام ذات مصداقية برعاية دولية تهدف إلى تحقيق السلام القائم على حل الدولتين وإنهاء الاحتلال الإسرائيلي الاستعماري الذي بدأ عام 1967 على النحو الذي نصت عليه قواعد القانون الدولي وقرارات الأمم المتحدة، وعلى أساس مرجعيات عملية السلام ومبادرة السلام العربية لعام 2002، ومبدأ الأرض مقابل السلام.
- دعم وتأييد المملكة العربية السعودية والإمارات العربية المتحدة والتنديد بالاعتداء الذي استهدف محطتي ضخّ نفط بالمملكة، وسفنًا قرب المياه الإقليمية لدولة الإمارات.
- التضامن مع لبنان وتوفير الدعم السياسي والاقتصادي لحكومته في توجهها لتحقيق إنجازات إصلاحية ونهوض اقتصادي.
- مطالبة إسرائيل بالانسحاب الكامل من الجولان السوري المحتل إلى حدود الرابع من يونيو 1967.
- ضرورة صون وحدة سوريا وسيادتها وسلامة أراضيها ووئامها الاجتماعي، وتجديد الدعم للحل السياسي للأزمة السورية استناداً إلى بيان جنيف 1.
- دعم الشرعية الدستورية في اليمن التي يمثلها الرئيس عبد ربه منصور هادي، رئيس الجمهورية اليمنية.
- ضرورة التزام كافة الأطراف الليبية بمراعاة المصلحة العليا وتجنيب شعبها مزيدا من المعاناة وويلات الحروب.
- تأييد خيارات الشعب السوداني وما يقرره حيال مستقبله.